# عشق پرشور
عشق پرشور (انگلیسی: Passionate Love؛‏ کره‌ای: 열애) یک مجموعه تلویزیونی محصول کره جنوبی سال ۲۰۱۳ با بازی سونگ هون و چوی یون یونگ است. این مجموعه از ۲۸ سپتامبر ۲۰۱۳ تا ۲۳ مارس ۲۰۱۴، روزهای شنبه و یکشنبه ساعت ۲۰:۴۵ (کی‌اس‌تی) از شبکهٔ اس‌بی‌اس در ۴۷ قسمت پخش شد.

## خلاصه داستان
کانگ مو یول، مردی خوش‌چهره و ثروتمند، همه‌چیز دارد تا اینکه عشق زندگی‌اش، هان یو ریم، از دنیا می‌رود. خواهر کوچکتر یو ریم، هان یو جونگ، نیز با این فقدان دست‌وپنجه نرم می‌کند و همین باعث می‌شود دختری مستقل و جدی شود. در پیچ‌وتابی از سرنوشت، این دو با یکدیگر برخورد می‌کنند و درمی‌یابند که تنها غم از دست دادن یو ریم نیست که آن‌ها را به هم پیوند داده، بلکه گذشتهٔ تراژیک والدین‌شان نیز آنان را به هم مرتبط می‌کند. حال باید دید که آیا عشق آن‌ها می‌تواند بر موانع غلبه کند یا اینکه واقعاً برای یکدیگر ساخته نشده‌اند.

## بازیگران

### اصلی
- سونگ هون در نقش کانگ مو یول
  - لی وون گون در نقش جوانی مو یول
- چوی یون یونگ در نقش هان یو جونگ
  - لی هه این در نقش جوانی یو جونگ
- شیم جی هو در نقش هان سو هیوک
  - مو جین سونگ در نقش هونگ سو هیوک
- جون کوانگ ریول در نقش کانگ مون دو
- هوانگ شین هه در نقش هونگ نان چو
- جون می سون در نقش یانگ اون سوک